# William Knox Schroeder
William Knox Schroeder (/ˈʃroʊdər/; ngày 20 tháng 7 năm 1950 – ngày 4 tháng 5 năm 1970) là sinh viên người Mỹ theo học trường Đại học Tiểu bang Kent ở Kent, Ohio thì bị Vệ binh Quốc gia Ohio bắn chết trong vụ xả súng ở bang Kent.

## Tiểu sử
Schroeder chào đời tại Cincinnati, Ohio, là con trai của Florence Ella (Endebrock) và Louis Arthur Schroeder. Anh có người chị gái tên Nancy và cậu em trai là Rudy. Schroeder cùng gia đình chuyển đến Lorain, Ohio, hồi anh còn học tiểu học và tốt nghiệp Trường Trung học Lorain với thành tích học tập xuất sắc và còn là vận động viên nổi bật. Anh còn tham gia vào Đội Hướng đạo sinh Eagle, rồi về sau giành lấy Học bổng Quân đoàn Huấn luyện Sĩ quan Dự bị (ROTC) Lục quân Mỹ ở tuổi 17. Anh được trao giải thưởng Thành tích Học tập từ cả Trường Mỏ Colorado và Đại học Tiểu bang Kent lúc đang là sinh viên ngành tâm lý học. Schroeder còn được của Hiệp hội Lục quân Hoa Kỳ trao tặng phần thưởng vì đạt thành tích xuất sắc về môn lịch sử. 
Schroeder đã bị một phát đạn từ khẩu súng trường chiến đấu M1 Garand bắn trúng ngực khiến anh chết ngay tại chỗ. Theo lời trình báo vụ việc, Schroeder chẳng hề có ý định tham gia vào các cuộc biểu tình trong chiến tranh Việt Nam trước khi xảy ra vụ xả súng, mà chỉ đơn giản là đi bộ giữa các lớp học. Anh cùng với Sandra Lee Scheuer đều chỉ là nạn nhân ngẫu nhiên trong vụ xả súng này mà thôi. Bạn cùng phòng thời đại học tên là Lou Cusella cho biết anh tin chắc là Schroeder đang cố gắng chạy trốn khi bị bắn. Các báo cáo chính thức nói rằng Schroeder thực sự cách Vệ binh Quốc gia 382 feet vào thời điểm anh ta bị bắn, trong khi nằm trên mặt đất đối diện với toán Vệ binh. Viên đạn đi vào ngực trái ở xương sườn thứ bảy, rồi xuyên qua phổi trái khiến một số mảnh vỡ ra từ đỉnh vai trái của anh. Schroeder qua đời gần một giờ sau đó khi đang ở trong bệnh viện để bác sĩ tiến hành phẫu thuật cứu sống anh. Sandra Lee Scheuer thì bị bắn vào cổ và chết chỉ trong vòng vài phút. Hai sinh viên khác thiệt mạng trong vụ xả súng này bao gồm Allison Krause và Jeffrey Miller.
Vụ xả súng này liền dẫn đến các cuộc biểu tình và bãi công của sinh viên trên toàn nước Mỹ, khiến hàng trăm trường học phải đóng cửa vì các cuộc biểu tình bạo lực và bất bạo động. Khuôn viên trường Đại học Tiểu bang Kent vẫn đóng cửa trong suốt sáu tuần liền. Năm ngày sau vụ xả súng, 100.000 người đã biểu tình phản đối chiến tranh ở Washington, D.C.. 
Các tác phẩm và hiệu ứng cá nhân của William Schroeder, cũng như tài liệu hỗ trợ về cuộc đời của anh đều được trưng bày trong một khu đặc biệt thuộc Trung tâm Du khách Ngày Bốn tháng Năm Đại học Tiểu bang Kent vào mùa hè năm 2019.